# Volmolen (Opoeteren)
De Volmolen (ook: Beelenmolen) is een watermolen op de Bosbeek, gelegen aan de Volmolenstraat 11 te Opoeteren.
De molen werd opgericht in 1751 en fungeerde als volmolen. Ze bezat vier volhamers. Kort na 1849 werd de volmolen stilgelegd, want ze raakte technisch verouderd.
In 1878 werd op dezelfde plaats een nieuwe watermolen opgericht die als korenmolen dienstdeed. In 1968 werd op het molendomein een paardenmanege ingericht.
In 1993 werd de molen met haar omgeving als monument beschermd. Het binnenwerk, het metalen onderslagrad en het sluiswerk zijn nog aanwezig.
In 2017-2018 werd de Volmolen volledig gerestaureerd. Zowel het gebouw als de korenmoleninstallatie en het molenrad werden vakkundig in hun oude staat hersteld. Er werd een modern gebouw bijgebouwd dat dienstdoet als danszaal. Er is een biowinkel en een biobar in het molengebouw.
In het tegenoverliggende molenaarshuis worden drie vakantieverblijven uitgebaat als B&B.

- Inventaris van het Bouwkundig Erfgoed (Vlaanderen): 72358